# Laverda SF
La SF è una motocicletta stradale costruita dalla Laverda dal 1970 al 1978.

## Il contesto
Le origini della SF risalgono alla metà degli anni sessanta, quando la Casa di Breganze iniziò ad impostare una serie di modelli di grossa cilindrata. L'ispirazione per queste nuove moto fu data da un modello giapponese di gran successo negli USA, la Honda CB77 "Superhawk" 305 cm³.
A lavorare al nuovo progetto sono in tre: Massimo Laverda (figlio del fondatore dell'azienda veneta), Luciano Zen (responsabile tecnico) e Adriano Valente (disegnatore). Il frutto di questo lavoro venne presentato al Salone di Londra 1966: una 650 cm³ bicilindrica monoalbero, entrata in produzione l'anno successivo.
La 650 GT, questo il nome commerciale della nuova Laverda, venne sostituita nel 1968 da una versione maggiorata a 750 cm³, la quale fu affiancata nel 1969 dalla più sportiva 750 S. Le nuove moto iniziarono a fare presa sul mercato, specialmente la “S”, e iniziò anche l'esportazione negli Stati Uniti, sotto il marchio American Eagle.
Il 1970 vide il lancio dell'erede della “S”, la 750 SF. Il nome della nuova nata della Casa di Breganze è l'acronimo di “Super Freni”: freni a tamburo dotati di una ventola interna che ne migliora il raffreddamento nell'impiego più gravoso. Altra modifica rispetto al modello precedente riguarda il telaio, abbassato e con il cannotto di sterzo meno inclinato.
La moto ottenne un grande successo, sia sul mercato nazionale (1096 esemplari venduti nel '70, che diventarono 1915 nel '71 e 3082 nel '72: in quest'ultima stagione fu la maximoto più venduta d'Italia) che all'estero. Il successo si deve, oltre che a un prezzo competitivo (poco più di un milione di lire nel '72, quando la Honda CB750 Four costava 1.280.000 lire e la Moto Guzzi V7 Sport 1.480.000), ad un insieme di stile e meccanica all'avanguardia, e alle buone prestazioni, come testimoniato dal successo nelle competizioni, specie nell'Endurance, dove le bicilindriche venete raccolsero notevoli allori, tanto da portare la Casa a introdurre in commercio una versione dedicata alle corse, la SFC. La moto presentava però anche dei punti deboli: la frizione era dura da azionare, e si riscontrava una scarsa maneggevolezza nell'inserimento in curva.
A metà 1972 la SF venne rivisitata, con l'introduzione del modello SF 73, noto anche come SF1, beneficiando del telaio e della termica della SFC (dotata di valvole di dimensioni maggiori e di due carburatori Dell'Orto PHB 36 invece dei precedenti VHB 30) grazie alla quale la potenza passava da 60 a 66 CV. Nuova anche la strumentazione, costruita dalla giapponese Nippodenso, i freni e il sistema di scarico. Nel 1974 (modello SF2) i freni anteriori divennero a disco.
L'ultima versione della SF (la SF3), con cerchi in lega, freno a disco al posteriore e un leggero restyling, venne presentata nel 1976. Scalzata nel suo ruolo di “ammiraglia” di casa Laverda dalla 1000 tre cilindri, la produzione della SF cesserà nel 1978, dopo 18.500 esemplari costruiti.

## Fonti
- Laverda SF 750, Motociclismo, dicembre 1970
- Alberto Pasi, Vittorio Crippa, Salto di qualità - Motociclismo d'Epoca - 5/2006, Edisport, Milano